# Elezioni parlamentari in Ungheria del 1963
Le elezioni parlamentari della Repubblica Popolare d'Ungheria del 1963 si sono tenute il 24 agosto.
Il Partito Socialista Operaio Ungherese era l'unico partito presente ed ha ottenuto 252 seggi su 340; gli altri 88 seggi sono andati a candidati indipendenti scelti dal partito.

## Risultati
| Partito                              | Voti      | %    | Seggi |
| ------------------------------------ | --------- | ---- | ----- |
| Partito Socialista Operaio Ungherese | 6.813.058 | 98,9 | 252   |
| Indipendenti                         | 6.813.058 | 98,9 | 88    |
| Contrari                             | 75.777    | 1,1  | 0     |
| Nulle                                | 26.809    | –    | –     |
| Totale                               | 6.915.644 | 100  | 340   |
| Fonte: Nohlen & Stöver               |           |      |       |